# 内村静子
内村 静子（うちむら しずこ、1874年（明治7年）5月20日 - 1945年（昭和20年）2月8日）は、内村鑑三の最後の妻（4番目）であり、内村の活動が最も充実した時期（1892年 - 1930年）を内助の功で支えた人物である。娘ルツ子の死後に結成されたモアブ婦人会の会長を終生務めた。
鑑三は妻について「従順・謙遜・柔和を備えた守護天使である」と述べている。また、「しずは内村の家に福を持って来た。」とも常々述べていた。「しず」、「シズ」「静」とも表記される。

## 生涯

### 初期
1874年（明治7年）京都の旧岡崎藩士で裁判所判事の父岡田透と母好子の次女として、静岡に生まれる。その後、父親の転勤に伴い京都に住む。

### 結婚

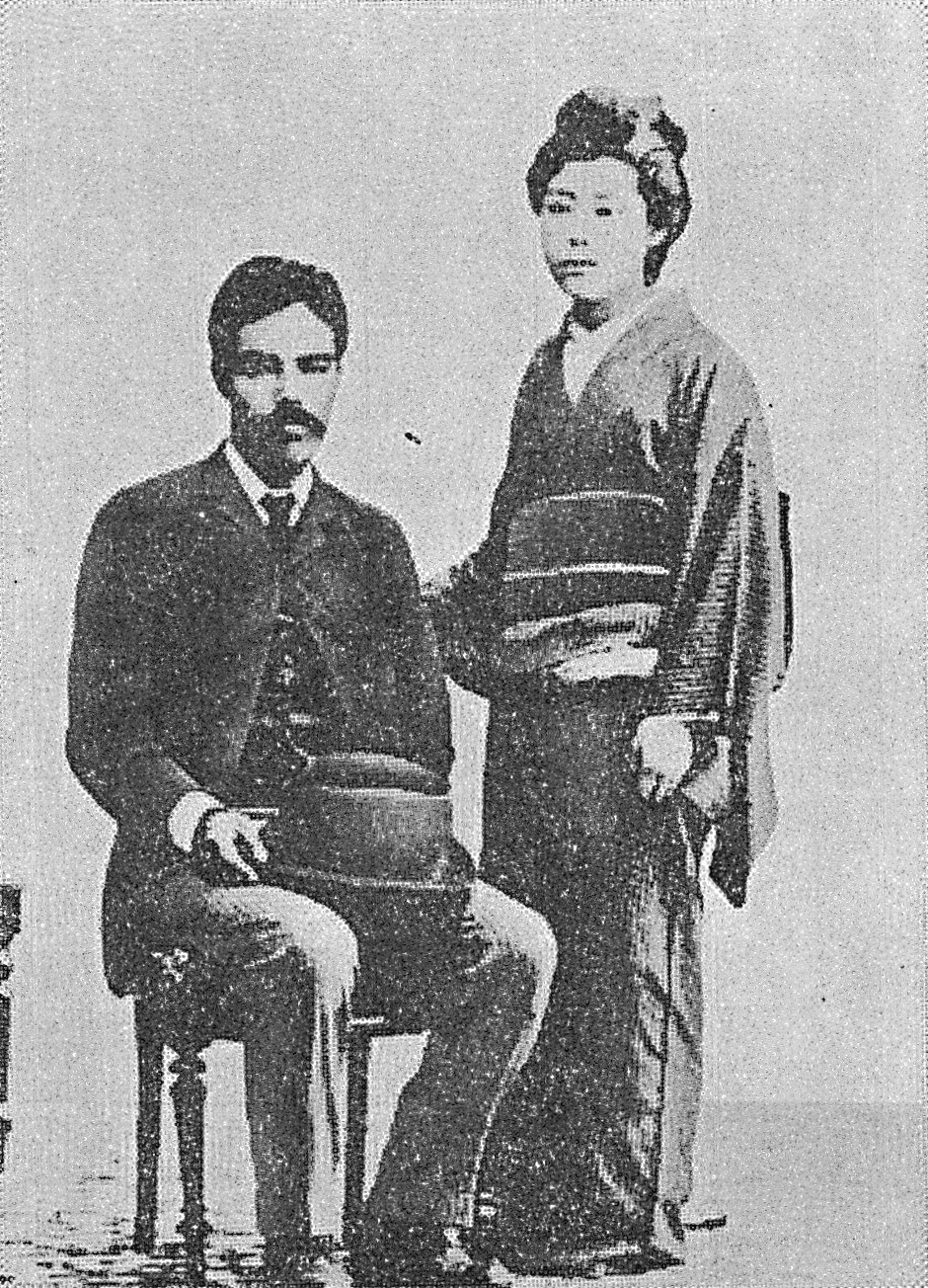
夫の鑑三と共に

兄岡田寛の紹介で内村鑑三と見合いをし、1892年（明治25年）のクリスマス、18歳の時に、内村と結婚した。夫の鑑三は32歳であった。静子は穏やかでやさしい女性で、以後38年間内村鑑三の、内助者になった。翌1893年1月に夫と共に教会学校を開催した。4月より熊本英学校の教師に就任した夫と共に熊本に行った。熊本時代に夫と2人で撮影した写真が残されている。8月末にまた夫と共に京都に戻り、1894年（明治27年）より京都で日曜学校を再開した。
1894年（明治27年）3月19日に静子は長女ルツ子を京都で産んだ。夫鑑三は二女として役所に届ける。その時、初めて最初の妻の浅田タケとの長女ノブの存在を知る。夫と共に名古屋に居住した。夫が『萬朝報』の記者に就任したのをきっかけに1896年（明治29年）9月東京角筈に転居した。夫は、角筈の聖人と呼ばれ、聖書研究に没頭することになる。1897年（明治30年）11月11日に東京で祐之を生んだ。
1900年（明治33年）に夫鑑三が個人雑誌『聖書之研究』を創刊する。『聖書之研究』と鑑三の著書を発行する出版社として聖書研究社を設立すると、静子は事務員として働いた。

### モアブ婦人会
1907年（明治40年）11月には一家で淀橋町内の角筈から、柏木に転居した。柏木で長女ルツ子が女学校を卒業した直後の1911年に原因不明の病に倒れた。静子の不眠不休の看病にもかかわらず、1912年（明治45年）1月12日にルツ子は18歳で夭折した。ルツ子の死は静子と夫鑑三を大変悲しませたが、ルツ子の闘病を通して静子の信仰は強まった。

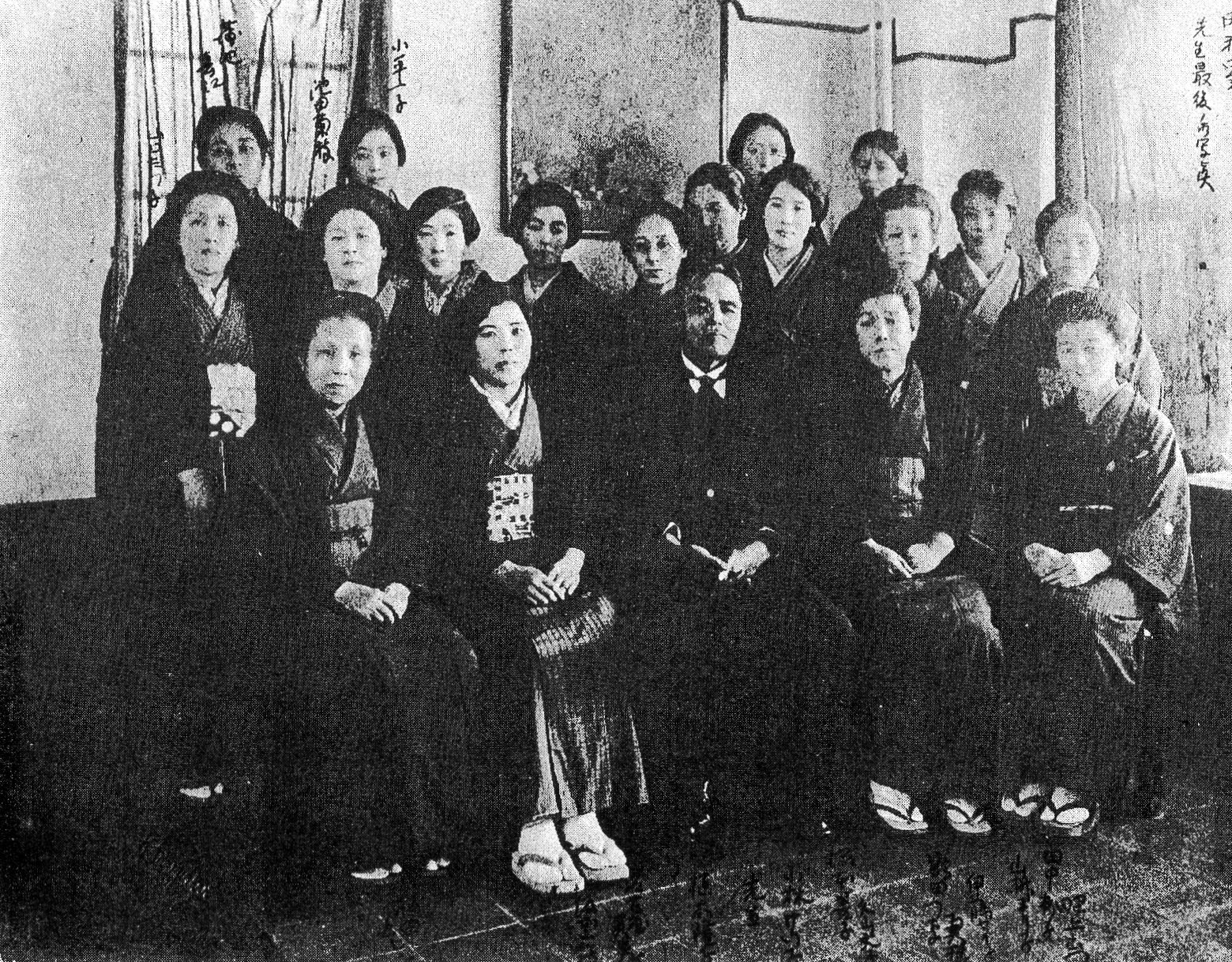
1929年クリスマスのモアブ婦人会

ルツ子の死後、1913年（大正2年）1月12日の召命記念日に、聖書研究会の会員の夫人や姉妹など内村家にゆかりのある婦人が集まり、鑑三の主唱でモアブ婦人会が結成された。静子はモアブ会の会長として、会を終生リードした。
1917年（大正6年）実家の母好子と透が死去する。実家の両親の元に預けられていた、た弟の八雲の遺児の八郎と花枝を引き取る。岡田家を整理して得た資金で内村家の東南側に室を建てて住まわせた。

1923年（大正12年）9月1日、夫の不在中に柏木で関東大震災に被災するが、静子ら留守中の家族は無事で、家の被害はわずかだった。1924年11月に長男祐之が美代子と結婚する。

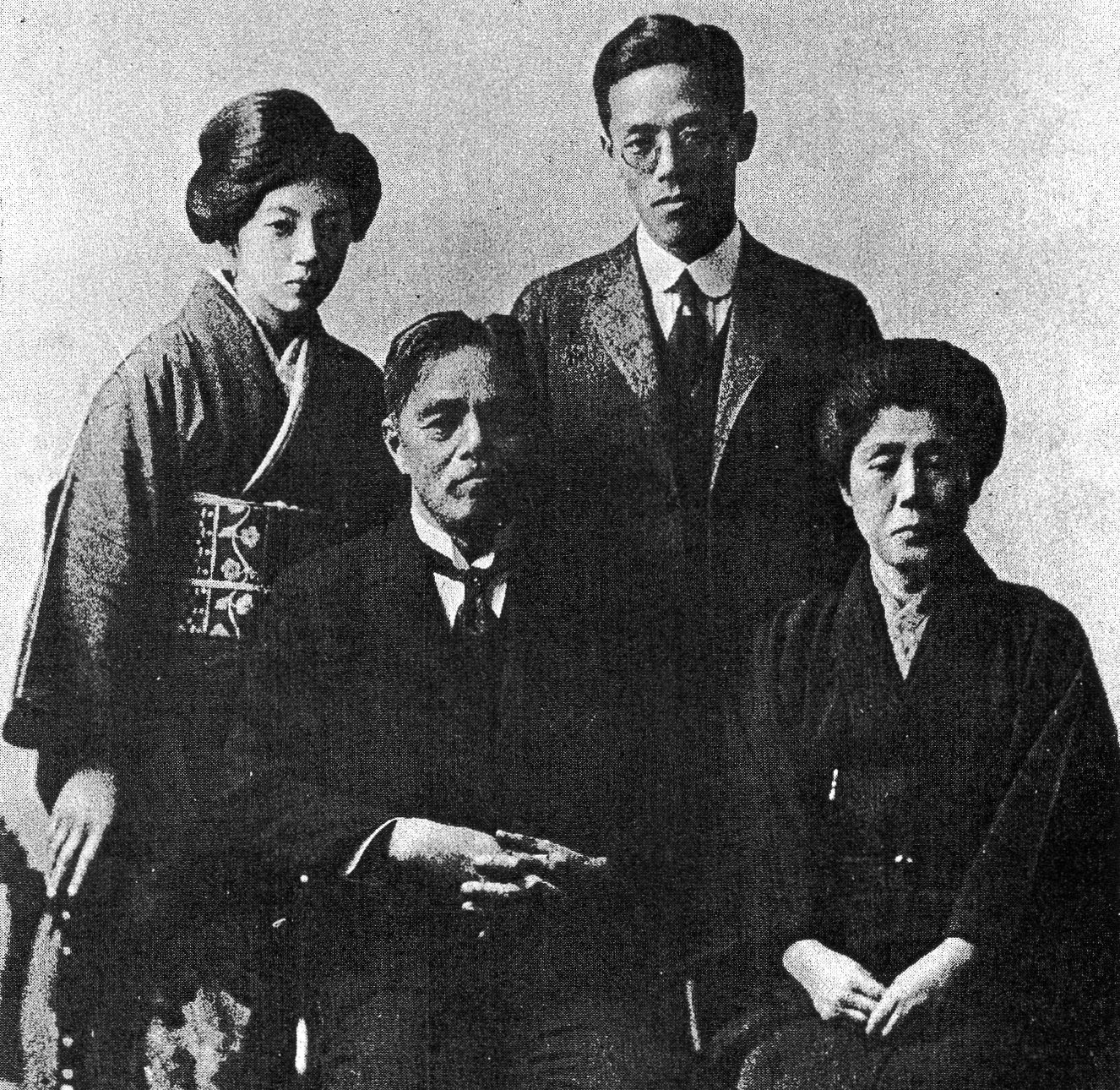
静子（前列右）と夫鑑三（前列左）、息子祐之（後列右）とその妻美代子（後列左）、1924年12月

1927年（昭和2年）9月息子祐之が北海道大学医学部教授に就任すると、夫鑑三が単身で北海道に渡る。翌年、1928年（昭和3年）に静子も女中を伴って7月から9月まで滞在する。
1930年（昭和5年）3月28日に長男祐之夫妻と共に柏木の自宅で夫の臨終を見守った。夫の死後静子は大病を患い入院する。

### 晩年
1931年（昭和6年）夫の死から1年後に札幌に家を建てて、住み込みの看護婦と生活する。1936年（昭和11年）に息子祐之一家が東京帝国大学に転勤して、目白に家を建てて住む。静子も東京に来て同居する。
1944年（昭和19年）早春に、空襲を避けるために埼玉県の毛呂病院（現・埼玉医大）の傾斜地にあった住宅に疎開する。1945年（昭和20年）2月4日、寒い朝に高血圧で倒れた。祐之と病院の人たちの看病のかいもなく、2月8日に死去した。遺体は飯能の火葬場で荼毘に付された。2月17日に東京で葬儀が行われるが、前日が東京初空襲で厳戒態勢の中で葬儀が行われた。空襲の合間に、遺骨は多磨霊園の内村鑑三の墓に埋葬された。

### 死後
1945年（昭和20年）4月25日の大空襲で目白にあった自宅が消失する。

## 人物
- 「自分の国語以外に何をも語ることを能はず、自分の国の風俗・習慣の外の他を知らず」と夫鑑三が評するように、クリスチャンであること以外には純然たる日本婦人であった。[6]

## 家族
- 岡田透（父）--岡田家は関ヶ原の戦いで武功をたてて槍を賜った三河武士の家系であった。三河岡崎藩本多家に仕えて石高は300石だった。明治維新後は法曹界に入り、静岡、山陰の浜田、出雲、京都などを転勤する。京都では京都地方判事を務め、室町に家を構える。京都武徳殿の弓道師範になった。福島正則が使用していた弓矢を構えた写真がパリ万国博覧会に出品された。1917年に京都で死去する。
- 岡田好子（こうこ:母）--三河岡崎藩の伊藤太兵衛の娘。同志社で茶道を教えていた。
- 岡田寛（兄）--
- 岡田浜子（妹）--松江藩の旧家の高橋慶太郎に嫁ぐ。高橋は星亨の秘書を務める。星が暗殺された後は、京城（現・韓国ソウル）の延禧専門学校（現延世大学校）の教授として赴任する。ソウルで1919年に死去する。息子である高橋一は第五高等学校、東京帝国大学の野球の投手として活躍する。東大卒業後に銀行界に入り、日本輸出入銀行理事などを務める。
- 岡田八雲（弟）--琵琶湖一周の遠泳をしたという伝説がある。早逝し、二人の遺児（花枝、八郎）は父岡田透夫妻に引き取られる。その後、内村鑑三が引き取った。花枝は後に長崎大学病理学教授になる梅田薫と結婚する。岡田八郎は明治学院卒業後、出版界に入り世界文化社の重役になる。
- 内村鑑三（夫）--1891年（明治24年）内村鑑三は不敬事件で第一高等学校の教職を追われて、病で妻横浜加寿子を亡くした後、京都の宮川経輝が校長をしていた泰西学館に教師として赴任した。1892年（明治25年）頃京都の旅宿で築山もとと結婚したがすぐに離婚した。京都時代に内村鑑三は岡田透の息子岡田寛と知り合いになる。岡田の妹静子と結婚する。
- 内村ルツ子（長女）--18歳で病死した。長女の死は内村夫妻に大きな影響を与えた。
- 内村祐之（長男）--後に精神科医になり、東京大学医学部部長になり、プロ野球のコンミッショナーを2期務めた。